# Stockophorus charitopa
Stockophorus charitopa är en fjärilsart som beskrevs av Edward Meyrick 1908. Stockophorus charitopa ingår i släktet Stockophorus och familjen fjädermott. Inga underarter finns listade i Catalogue of Life.